# يوساكو ماتسودا
يوساكو ماتسودا (21 سبتمبر 1949 - 6 نوفمبر 1989) هو كان ممثل ياباني. أشتهر بأدوار الأكشن في سبعينات القرن ال20 ويعتبر من أهم ممثلي السينما في اليابان.

## روابط خارجية
- يوساكو ماتسودا على موقع IMDb (الإنجليزية)
- يوساكو ماتسودا على موقع ألو سيني (الفرنسية)
- يوساكو ماتسودا على موقع ميوزك برينز (الإنجليزية)
- يوساكو ماتسودا على موقع أول موفي (الإنجليزية)
- يوساكو ماتسودا على موقع قاعدة بيانات الأفلام السويدية (السويدية)
- يوساكو ماتسودا على موقع قاعدة بيانات الفيلم (الإنجليزية)
- يوساكو ماتسودا على موقع كينوبويسك (الروسية)